# Seznam památných stromů v okrese Prachatice
Toto je seznam památných stromů v okrese Prachatice, v němž jsou uvedeny památné stromy na území okresu Prachatice.
| Název                                            | Obrázek                                                                      | Umístění                                                 | Druh                                                                   | Obvod [v cm] | Kód wikidata     | Galerie                                                             | Poznámka |
| ------------------------------------------------ | ---------------------------------------------------------------------------- | -------------------------------------------------------- | ---------------------------------------------------------------------- | --- | ---------------- | ------------------------------------------------------------------- | --- |
| Dub u Arnoštky                                   |                                                                              | Arnoštka 49°0′38″ s. š., 13°47′21″ v. d.                 | dub letní                                                              | 385 | 102720 Q26787792 |                                                                     | 200 let starý a 18 metrů vysoký dub roste u polní cesty. |
| Jasan u Arnoštky                                 |                                                                              | Arnoštka 49°0′9″ s. š., 13°45′58″ v. d.                  | jasan ztepilý                                                          | 407 | 102717 Q26787790 |                                                                     | 23/30 metrů vysoký jasan roste u státní silnice I/4 nedaleko autobusové zastávky Arnoštka. Věk stromu je odhadován na 250 let. |
| Lípa na Huti                                     |                                                                              | Arnoštka 49°0′34″ s. š., 13°47′21″ v. d.                 | lípa malolistá                                                         | 455 | 102723 Q26787794 |                                                                     | 250 let stará lípa roste v zaniklé osadě Huť pod Boubínem v porostu mladších listnáčů. Výška 21 metrů. |
| Lípa na Huti 2 †                                 |                                                                              | Arnoštka                                                 | lípa malolistá                                                         | 472 | 105317           |                                                                     | V zaniklé osadě Huť pod Boubínem, vyvrácena vichřicí z 26. na 27. října 2002, ochrana zrušena. |
| Lípa v Benešově Hoře                             |                                                                              | Benešova Hora 49°7′32″ s. š., 13°41′45″ v. d.            | lípa malolistá                                                         | 630 | 102791 Q26787846 |                                                                     | 300 let stará a 29 metrů vysoká lípa roste v obci u domu č. 25. |
| Bohumilická alej                                 |                                                                              | Bohumilice 49°5′36″ s. š., 13°49′21″ v. d.               | lípa velkolistá (6) lípa malolistá (75)                                | & Chyba ve výrazu: Neočekávaný operátor / Chyba ve výrazu: Neočekávaný operátor / Chyba ve výrazu: Neočekávaný operátor / Chyba ve výrazu: Neočekávaný operátor / Chyba ve výrazu: Neočekávaný operátor / Chyba ve výrazu: Neočekávaný operátor / Chyba ve výrazu: Neočekávaný operátor / Chyba ve výrazu: Neočekávaný operátor / Chyba ve výrazu: Neočekávaný operátor / Chyba ve výrazu: Neočekávaný operátor / Chyba ve výrazu: Neočekávaný operátor / Chyba ve výrazu: Neočekávaný operátor / Chyba ve výrazu: Neočekávaný operátor / Chyba ve výrazu: Neočekávaný operátor / Chyba ve výrazu: Neočekávaný operátor / -1.0000-0 | 102708 Q15123949 |                                                                     | Alej 81 lip (6 velkolistých a 75 malolistých) lemuje starou cestu z Bohumilic do Bošic. |
| Bohumilická lípa                                 |                                                                              | Bohumilice 49°5′42″ s. š., 13°48′51″ v. d.               | lípa malolistá                                                         | 395 | 102772 Q26787826 |                                                                     | 29 metrů vysoká lípa roste mezi zámkem, kapličkou a komunikací. Je již ve špatném zdravotním stavu, odborný řez v letech 1991 a 2001, v roce 2003 patrné odlomení kosterní větve. |
| Křížový smrk †                                   |                                                                              | Boubín                                                   | smrk ztepilý                                                           | 546 |                  |                                                                     | 58 metrů vysoký a 395 let starý smrk byl pokácen roku 1895 (již suchý). |
| Král smrků †                                     |                                                                              | Boubínský prales                                         | smrk ztepilý                                                           | 508 |                  |                                                                     | 58 metrů vysoký a 440 let starý smrk zanikl roku 1969. |
| Nástupce krále †                                 |                                                                              | Boubínský prales                                         | smrk ztepilý                                                           | 452 |                  |                                                                     | 57 metrů vysoký a 400 let starý smrk zanikl roku 2004. |
| Vidlicový smrk †                                 |                                                                              | Boubínský prales                                         | smrk ztepilý                                                           | 452 |                  | Kategorie „Vidlicový smrk“ na Wikimedia Commons                     | 57 metrů vysoký a 450 let starý smrk zanikl roku 2004. |
| Podlešákův jilm                                  |                                                                              | Boubská 49°4′9″ s. š., 13°47′37″ v. d.                   | jilm horský                                                            | 390 | 105364 Q26789813 |                                                                     | Strom roste severozápadně od obce na mezi, jako památný byl vyhlášen 8. prosince 2008. |
| Budkovská lípa                                   |                                                                              | Budkov 49°4′14″ s. š., 13°59′55″ v. d.                   | lípa malolistá                                                         | 634 | 102788 Q26787842 |                                                                     | 300 let stará a 27 metrů vysoká lípa roste u kapličky za obcí při silnici ve směru na Vlachovo Březí. |
| Alej v Buku                                      |                                                                              | Buk 49°2′43″ s. š., 13°50′59″ v. d.                      | javor mléč (14) javor klen (14) jasan ztepilý (7) lípa malolistá (174) | & Chyba ve výrazu: Neočekávaný operátor / Chyba ve výrazu: Neočekávaný operátor / Chyba ve výrazu: Neočekávaný operátor / Chyba ve výrazu: Neočekávaný operátor / Chyba ve výrazu: Neočekávaný operátor / Chyba ve výrazu: Neočekávaný operátor / Chyba ve výrazu: Neočekávaný operátor / Chyba ve výrazu: Neočekávaný operátor / Chyba ve výrazu: Neočekávaný operátor / Chyba ve výrazu: Neočekávaný operátor / Chyba ve výrazu: Neočekávaný operátor / Chyba ve výrazu: Neočekávaný operátor / Chyba ve výrazu: Neočekávaný operátor / Chyba ve výrazu: Neočekávaný operátor / Chyba ve výrazu: Neočekávaný operátor / -1.0000-0 | 102701           | Kategorie „Alej v Buku“ na Wikimedia Commons                        | Alej lemuje silnici kolem Buku, která vede od hlavní (Šumavské Hoštice – Vimperk) směrem k Machovu Mlýnu. Původní počet stromů: 209 (klen 14×, mléč 14×, jasan 7×, lípa 174×). Ochrana jedné z lip zrušena 6. února 2002 z důvodu vyvrácení silným větrem, zbývá 208 stromů. Pravděpodobně totožné s číslem 102722         |
| Cejsická lípa †                                  |                                                                              | Cejsice                                                  | lípa velkolistá                                                        | 475 | 104851           |                                                                     | Lípa zanikla během vichřice na jaře 2007, k ukončení ochrany došlo 3. září 2007. Původně stála u zahrady domu č. 4. |
| Buk na Bukovci                                   |                                                                              | Černá Lada 49°0′10″ s. š., 13°41′33″ v. d.               | buk lesní                                                              | 425 | 102745 Q26787809 |                                                                     | 28 metrů vysoký buk roste asi 200 metrů od silnice Borová Lada – Lipka pod vrcholem hory Bukovec. |
| Lípa velkolistá (Černá Lada)                     |                                                                              | Černá Lada 49°0′7″ s. š., 13°41′46″ v. d.                | lípa velkolistá                                                        | 565 | 102752 Q26787813 |                                                                     | Odběr semen 1995 v nejbližším okolí pastvina, pod cestou |
| Radvanovická lípa                                |                                                                              | České Žleby 48°53′9″ s. š., 13°46′8″ v. d.               | lípa velkolistá                                                        | 584 | 102761 Q26787820 | Kategorie „Radvanovická lípa“ na Wikimedia Commons                  | 30 metrů vysoká lípa připomíná zaniklou obec Radvanovice, roste u poškozené kapličky u silnice z Českých Žlebů na Strážný v zaniklé vesnici Radvanovice. |
| Lípa ve Čkyni                                    |                                                                              | Čkyně 49°6′31″ s. š., 13°49′58″ v. d.                    | lípa malolistá                                                         | 321 | 102712 Q26787785 |                                                                     | 26 metrů vysoká lípa roste mezi zemědělskými pozemky, roku 1991 proveden zdravotní řez a vyčištění podrostu. |
| Lípa ve Čkyni 2                                  |                                                                              | Čkyně 49°7′7″ s. š., 13°49′38″ v. d.                     | lípa malolistá                                                         | 370 | 102769 Q26787824 |                                                                     | 23 metrů vysoká lípa roste mezi zemědělskými pozemky, roku 1991 proveden zdravotní řez. |
| Lípy u Čkyně                                     |                                                                              | Čkyně 49°6′44″ s. š., 13°48′53″ v. d.                    | lípa malolistá (22)                                                    | & Chyba ve výrazu: Neočekávaný operátor / Chyba ve výrazu: Neočekávaný operátor / Chyba ve výrazu: Neočekávaný operátor / Chyba ve výrazu: Neočekávaný operátor / Chyba ve výrazu: Neočekávaný operátor / Chyba ve výrazu: Neočekávaný operátor / Chyba ve výrazu: Neočekávaný operátor / Chyba ve výrazu: Neočekávaný operátor / Chyba ve výrazu: Neočekávaný operátor / Chyba ve výrazu: Neočekávaný operátor / Chyba ve výrazu: Neočekávaný operátor / Chyba ve výrazu: Neočekávaný operátor / Chyba ve výrazu: Neočekávaný operátor / Chyba ve výrazu: Neočekávaný operátor / Chyba ve výrazu: Neočekávaný operátor / -1.0000-0 | 102711 Q26779073 |                                                                     | 22 lip roste v okolí lesní kaple jihozápadně od Čkyně. |
| Lípa Mrtvý luh                                   |                                                                              | Dobrá 48°52′57″ s. š., 13°51′8″ v. d.                    | lípa velkolistá                                                        | 497 | 102732 Q26787801 | Kategorie „Lípa u Mrtvého luhu“ na Wikimedia Commons                | 26 metrů vysoká památná lípa roste nedaleko Mrtvého luhu, cestou od železniční zastávky Dobrá do vesnice. |
| Lípy v Českých Žlebech                           |                                                                              | Dobrá, dříve České Žleby48°53′17″ s. š., 13°50′30″ v. d. | lípa malolistá (2)                                                     | & Chyba ve výrazu: Neočekávaný operátor / Chyba ve výrazu: Neočekávaný operátor / Chyba ve výrazu: Neočekávaný operátor / Chyba ve výrazu: Neočekávaný operátor / Chyba ve výrazu: Neočekávaný operátor / Chyba ve výrazu: Neočekávaný operátor / Chyba ve výrazu: Neočekávaný operátor / Chyba ve výrazu: Neočekávaný operátor / Chyba ve výrazu: Neočekávaný operátor / Chyba ve výrazu: Neočekávaný operátor / Chyba ve výrazu: Neočekávaný operátor / Chyba ve výrazu: Neočekávaný operátor / Chyba ve výrazu: Neočekávaný operátor / Chyba ve výrazu: Neočekávaný operátor / Chyba ve výrazu: Neočekávaný operátor / -1.0000-0 | 102762 Q26779065 |                                                                     | Dvojice lip roste na jihovýchodu obce u rekreační chalupy čp. 26. |
| Dobročkovské lípy                                |                                                                              | Dobročkov 48°55′2″ s. š., 14°9′23″ v. d.                 | lípa velkolistá (3)                                                    | & Chyba ve výrazu: Neočekávaný operátor / Chyba ve výrazu: Neočekávaný operátor / Chyba ve výrazu: Neočekávaný operátor / Chyba ve výrazu: Neočekávaný operátor / Chyba ve výrazu: Neočekávaný operátor / Chyba ve výrazu: Neočekávaný operátor / Chyba ve výrazu: Neočekávaný operátor / Chyba ve výrazu: Neočekávaný operátor / Chyba ve výrazu: Neočekávaný operátor / Chyba ve výrazu: Neočekávaný operátor / Chyba ve výrazu: Neočekávaný operátor / Chyba ve výrazu: Neočekávaný operátor / Chyba ve výrazu: Neočekávaný operátor / Chyba ve výrazu: Neočekávaný operátor / Chyba ve výrazu: Neočekávaný operátor / -1.0000-0 | 102738 Q26779057 | Kategorie „Dobročkovské lípy“ na Wikimedia Commons                  | 3 lípy rostou přímo na návsi u křížku. |
| Lípa u Dolního Cazova                            |                                                                              | Dolní Cazov 48°52′52″ s. š., 13°44′50″ v. d.             | lípa malolistá                                                         | 440 | 102842           |                                                                     | Na pastvině v blízkosti turistické trasy v zaniklé osadě Dolní Cazov u pozůstatku po jedné z nemovitostí |
| Skupina lip u výklenkové kaple Dolní Nakvasovice |                                                                              | Dolní Nakvasovice 49°5′55″ s. š., 13°55′48″ v. d.        | lípa malolistá (4)                                                     | & Chyba ve výrazu: Neočekávaný operátor / Chyba ve výrazu: Neočekávaný operátor / Chyba ve výrazu: Neočekávaný operátor / Chyba ve výrazu: Neočekávaný operátor / Chyba ve výrazu: Neočekávaný operátor / Chyba ve výrazu: Neočekávaný operátor / Chyba ve výrazu: Neočekávaný operátor / Chyba ve výrazu: Neočekávaný operátor / Chyba ve výrazu: Neočekávaný operátor / Chyba ve výrazu: Neočekávaný operátor / Chyba ve výrazu: Neočekávaný operátor / Chyba ve výrazu: Neočekávaný operátor / Chyba ve výrazu: Neočekávaný operátor / Chyba ve výrazu: Neočekávaný operátor / Chyba ve výrazu: Neočekávaný operátor / -1.0000-0 | 106549           |                                                                     | U výklenkové kapličky ve středu obce. |
| Lípa na rozcestí Dolní Nakvasovice               |                                                                              | Dolní Nakvasovice 49°5′59″ s. š., 13°55′41″ v. d.        | lípa malolistá                                                         | 357 | 106550           |                                                                     | U kapličky u rozcestí Horní Nakvasovice – Bušanovice. |
| Frantolská lípa                                  |                                                                              | Frantoly 48°59′12″ s. š., 14°4′40″ v. d.                 | lípa malolistá                                                         | 680 | 102789 Q26787843 | Kategorie „Frantolská lípa malolistá“ na Wikimedia Commons          | Minimálně 250 let stará lípa roste na návsi pod bývalou školou a kostelem. |
| Frantolská lípa 2                                |                                                                              | Frantoly 48°59′13″ s. š., 14°4′38″ v. d.                 | lípa velkolistá                                                        | 384 | 102734 Q26787803 | Kategorie „Frantolská lípa velkolistá“ na Wikimedia Commons         | 32 metrů vysoká lípa roste u místního kostela. |
| Hodonínská lípa                                  |                                                                              | Hodonín 49°6′32″ s. š., 13°41′29″ v. d.                  | lípa malolistá                                                         | 724 | 102796 Q26787850 |                                                                     | Zmlazené torzo 500 let staré lípy. V minulosti zasažena bleskem, přišla o korunu a část kmene, roste u stodoly na návsi. |
| Dub v Horních Chrášťanech                        |                                                                              | Horní Chrášťany 48°59′52″ s. š., 14°11′44″ v. d.         | dub letní                                                              | 490 | 102735 Q26787804 |                                                                     | 26 metrů vysoký staletý dub roste u cesty v jihozápadní části obce. |
| Buk v Horní Sněžné                               |                                                                              | Horní Sněžná 48°52′57″ s. š., 13°56′15″ v. d.            | buk lesní                                                              | 675 | 102795 Q11362466 |                                                                     | 500 let starý buk roste na hřebeni komunikace ze zaniklé osady Horní Sněžná. Dosahuje výšky 14 metrů. |
| Klen Nové Chalupy                                |                                                                              | Horní Sněžná                                             | javor klen                                                             | 433 | 105318 Q26789786 |                                                                     | Památný klen dosahuje výšky 25 metrů. |
| Klen v Horní Sněžné                              |                                                                              | Horní Sněžná 48°53′26″ s. š., 13°56′34″ v. d.            | javor klen                                                             | 433 | 102776 Q26787830 |                                                                     | 28 metrů vysoký klen roste u cesty na sever z křižovatky. |
| Alej Horní Vltavice                              |                                                                              | Horní Vltavice 48°57′36″ s. š., 13°45′45″ v. d.          | javor klen (45) javor mléč                                             | & Chyba ve výrazu: Neočekávaný operátor / Chyba ve výrazu: Neočekávaný operátor / Chyba ve výrazu: Neočekávaný operátor / Chyba ve výrazu: Neočekávaný operátor / Chyba ve výrazu: Neočekávaný operátor / Chyba ve výrazu: Neočekávaný operátor / Chyba ve výrazu: Neočekávaný operátor / Chyba ve výrazu: Neočekávaný operátor / Chyba ve výrazu: Neočekávaný operátor / Chyba ve výrazu: Neočekávaný operátor / Chyba ve výrazu: Neočekávaný operátor / Chyba ve výrazu: Neočekávaný operátor / Chyba ve výrazu: Neočekávaný operátor / Chyba ve výrazu: Neočekávaný operátor / Chyba ve výrazu: Neočekávaný operátor / -1.0000-0 | 102724 Q26791033 | Kategorie „Alej Horní Vltavice“ na Wikimedia Commons                | Alej 45 javorů lemuje starou cestu východně z Horní Vltavice. |
| Lípa u Horního Záblatí                           |                                                                              | Horní Záblatí 49°0′14″ s. š., 13°56′24″ v. d.            | lípa velkolistá                                                        | 315 | 102737 Q26787806 | Kategorie „Lípa u Horního Záblatí“ na Wikimedia Commons             | 27 metrů vysoká lípa roste severovýchodně od obce u cesty. |
| Lípa v Horním Záblatí                            |                                                                              | Horní Záblatí 49°0′10″ s. š., 13°56′20″ v. d.            | lípa velkolistá                                                        | 260 | 102736 Q26787805 | Kategorie „Lípa v Horním Záblatí“ na Wikimedia Commons              | 21 metrů vysoká lípa roste u samoty na konci obce vedle božích muk. |
| Hradčanská lípa                                  | Hradčanská lípa nad starou zaniklou cestou je výraznou krajinnou dominantou. | Hradčany 49°5′59″ s. š., 13°50′12″ v. d.                 | lípa malolistá                                                         | 504 | 102770 Q26787825 |                                                                     | 26 metrů vysoká lípa roste na svahu na západním okraji vesnice Hradčany, nad čp. 26. |
| Husinecká lípa                                   | Lípa roste na kraji Husince na rozcestí silnic č.142 do Vimperka a Lažiště.  | Husinec 49°3′ s. š., 13°58′47″ v. d.                     | lípa malolistá                                                         | 484 | 102779 Q26787833 |                                                                     | 27 metrů vysoká lípa roste na jihozápadním kraji obce u rozcestí na Lažiště vedle kapličky. |
| Husova lípa                                      |                                                                              | Chlístov 49°1′3″ s. š., 13°54′49″ v. d.                  | lípa velkolistá                                                        | 952 | 102799 Q12020971 | Kategorie „Husova lípa (Chlístov)“ na Wikimedia Commons             | Živé torzo 750 let staré lípy, pod kterou podle pověstí kázal mistr Jan Hus, roste u silnice v obci Chlístov na samé hranici CHKO Šumava. |
| Lípa u koupaliště                                |                                                                              | Chlumany 49°3′49″ s. š., 13°58′1″ v. d.                  | lípa malolistá                                                         | 345 | 106426           |                                                                     | Na pozemku p.č. 207/12 v k.ú. Chlumany jižně od Chlumanského rybníka. |
| Buk Jodlovy Chalupy                              |                                                                              | Jodlovy Chalupy 48°51′50″ s. š., 13°56′30″ v. d.         | buk lesní                                                              | 410 | 105346 Q26789796 |                                                                     | 17 metrů vysoký buk roste u neudržované polní cesty z Pěkné na zaniklou osadu Horní Sněžná. |
| Klen u Kořenného                                 |                                                                              | Kořenný 48°54′57″ s. š., 13°43′28″ v. d.                 | javor klen                                                             | 405 | 102714 Q26787786 |                                                                     | 27 metrů vysoký javor roste u cesty ze Strážného na Žlíbky v bývalé osadě Kořenný. |
| Křišťanovská lípa †                              |                                                                              | Křišťanov 48°54′53″ s. š., 14°2′19″ v. d.                | lípa malolistá                                                         | 680 | 102793 Q26787848 |                                                                     | Lípa rostla na mezi za farmou Křišťanov. Ochrana zrušena 20. srpna 2024. |
| Křišťanovská lípa 2                              |                                                                              | Křišťanov 48°54′43″ s. š., 14°0′46″ v. d.                | lípa malolistá                                                         | 537 | 102784 Q26787839 | Kategorie „Famous trees in Křišťanov“ na Wikimedia Commons          | 27 metrů vysoká lípa roste v louce u křižovatky Křišťanov – Zbytiny. |
| Křišťanovské duby                                |                                                                              | Křišťanov 48°54′42″ s. š., 14°0′42″ v. d.                | dub letní (2)                                                          | & Chyba ve výrazu: Neočekávaný operátor / Chyba ve výrazu: Neočekávaný operátor / Chyba ve výrazu: Neočekávaný operátor / Chyba ve výrazu: Neočekávaný operátor / Chyba ve výrazu: Neočekávaný operátor / Chyba ve výrazu: Neočekávaný operátor / Chyba ve výrazu: Neočekávaný operátor / Chyba ve výrazu: Neočekávaný operátor / Chyba ve výrazu: Neočekávaný operátor / Chyba ve výrazu: Neočekávaný operátor / Chyba ve výrazu: Neočekávaný operátor / Chyba ve výrazu: Neočekávaný operátor / Chyba ve výrazu: Neočekávaný operátor / Chyba ve výrazu: Neočekávaný operátor / Chyba ve výrazu: Neočekávaný operátor / -1.0000-0 | 102763 Q26779070 | Kategorie „Famous trees in Křišťanov“ na Wikimedia Commons          | Dvojice dubů roste na křižovatce Křišťanov-Arnoštov-Zbytiny mezi silnicí a loukou. |
| Křišťanovský klen                                |                                                                              | Křišťanov 48°54′29″ s. š., 14°1′16″ v. d.                | javor klen                                                             | 506 | 102780 Q26787834 | Kategorie „Famous trees in Křišťanov“ na Wikimedia Commons          | 31 metrů vysoký klen roste v jižní části obce u silnice na Ktiš. |
| Borovice u Líbala                                | Černá borovice u Líbala za obcí Ktiš.                                        | Ktiš 48°55′48″ s. š., 14°7′55″ v. d.                     | borovice černá                                                         | 280 | 102742 Q26787808 |                                                                     | 24 metrů vysoká borovice roste v lokalitě U Líbala severně od obce. |
| Ktišská lípa †                                   |                                                                              | Ktiš                                                     | lípa malolistá                                                         | 463 | 104498           |                                                                     | Ochrana původně 27 metrů vysoké lípy, která rostla přímo v obci, byla zrušena 23. srpna 2000. Strom již pravděpodobně neexistuje. |
| Ktišský tis                                      |                                                                              | Ktiš 48°54′59″ s. š., 14°8′3″ v. d.                      | tis červený                                                            | 166 | 102765 Q26787821 |                                                                     | 8 metrů vysoký tis roste na dvoře usedlosti pod kostelem. |
| Lípy u Líbala                                    | Dvě lípy v okraji lesa u Líbala nad obcí Ktiš.                               | Ktiš 48°55′45″ s. š., 14°7′40″ v. d.                     | lípa velkolistá (2)                                                    | 587 | 102740 Q26779061 |                                                                     | Dvojice starých lip roste v lokalitě u Líbala. |
| Tis U Líbala                                     | Tis u Líbala za obcí Ktiš.                                                   | Ktiš 48°55′45″ s. š., 14°7′43″ v. d.                     | tis červený                                                            | 148 | 102741 Q26787807 |                                                                     | 8 metrů vysoký tis roste v lokalitě U Líbala severně od obce. |
| Tisy a lípa v Ktišce                             | Lípa na kraji lesa u Ktišky.                                                 | Ktiška 48°55′50″ s. š., 14°7′3″ v. d.                    | tis červený (3) lípa malolistá (1)                                     | 440 | 102739 Q26779059 |                                                                     | Lípa a 3 tisy rostou v okolí opuštěného statku Ktiška. |
| Jasan v Kubově Huti †                            |                                                                              | Kubova Huť 48°59′15″ s. š., 13°46′12″ v. d.              | jasan ztepilý                                                          | 416 | 102758           |                                                                     | 30 metrů vysoký jasan roste u stavení pod silnicí Kubova Huť – Vimperk. Ochrana zrušena 8. 8. 2013, pokácen 15. 12. 2013. |
| Kůsovská lípa †                                  |                                                                              | Kůsov 49°5′7″ s. š., 13°38′33″ v. d.                     | lípa velkolistá                                                        | 432 | 102754           |                                                                     | 27 metrů vysoká lípa roste u hospodářského objektu bývalého hostince. |
| Cedry v Lažišti                                  |                                                                              | Lažiště 49°2′7″ s. š., 13°55′36″ v. d.                   | cedr cedr atlaský                                                      | & Chyba ve výrazu: Neočekávaný operátor / Chyba ve výrazu: Neočekávaný operátor / Chyba ve výrazu: Neočekávaný operátor / Chyba ve výrazu: Neočekávaný operátor / Chyba ve výrazu: Neočekávaný operátor / Chyba ve výrazu: Neočekávaný operátor / Chyba ve výrazu: Neočekávaný operátor / Chyba ve výrazu: Neočekávaný operátor / Chyba ve výrazu: Neočekávaný operátor / Chyba ve výrazu: Neočekávaný operátor / Chyba ve výrazu: Neočekávaný operátor / Chyba ve výrazu: Neočekávaný operátor / Chyba ve výrazu: Neočekávaný operátor / Chyba ve výrazu: Neočekávaný operátor / Chyba ve výrazu: Neočekávaný operátor / -1.0000-0 | 105992 Q26779056 |                                                                     | V zahradě u čp. 15 |
| Buky Lažíšťko                                    |                                                                              | Lažíšťko 48°58′53″ s. š., 14°3′28″ v. d.                 | buk lesní (3)                                                          | & Chyba ve výrazu: Neočekávaný operátor / Chyba ve výrazu: Neočekávaný operátor / Chyba ve výrazu: Neočekávaný operátor / Chyba ve výrazu: Neočekávaný operátor / Chyba ve výrazu: Neočekávaný operátor / Chyba ve výrazu: Neočekávaný operátor / Chyba ve výrazu: Neočekávaný operátor / Chyba ve výrazu: Neočekávaný operátor / Chyba ve výrazu: Neočekávaný operátor / Chyba ve výrazu: Neočekávaný operátor / Chyba ve výrazu: Neočekávaný operátor / Chyba ve výrazu: Neočekávaný operátor / Chyba ve výrazu: Neočekávaný operátor / Chyba ve výrazu: Neočekávaný operátor / Chyba ve výrazu: Neočekávaný operátor / -1.0000-0 | 102785 Q26779063 |                                                                     | Trojice buků roste na okraji lesa po levé straně cesty ze zaniklé osady Lažíšťko na Frantoly. |
| Lenorská lípa †                                  |                                                                              | Lenora                                                   | lípa velkolistá                                                        | 375 | 102749           |                                                                     | 22 metrů vysoká lípa roste u stavení mezi silnicí a železniční stanicí. |
| Lenorská lípa 2                                  |                                                                              | Lenora 48°57′18″ s. š., 13°49′5″ v. d.                   | lípa velkolistá                                                        | 380 | 102721 Q26787793 |                                                                     | 22 metrů vysoká lípa roste u rozbořeného stavení u silnice. |
| Lenorská lípa 3 †                                |                                                                              | Lenora                                                   | lípa velkolistá                                                        | 400 | 104494           |                                                                     | Ochrana původně metrů 22 vysoké lípy byla zrušena ke 27. listopadu 2002, strom byl vyvrácen vichřicí. Poloha neupřesněna. |
| Lípy nad Zátoní                                  |                                                                              | Lenora 48°56′52″ s. š., 13°48′11″ v. d.                  | lípa velkolistá (2)                                                    | & Chyba ve výrazu: Neočekávaný operátor / Chyba ve výrazu: Neočekávaný operátor / Chyba ve výrazu: Neočekávaný operátor / Chyba ve výrazu: Neočekávaný operátor / Chyba ve výrazu: Neočekávaný operátor / Chyba ve výrazu: Neočekávaný operátor / Chyba ve výrazu: Neočekávaný operátor / Chyba ve výrazu: Neočekávaný operátor / Chyba ve výrazu: Neočekávaný operátor / Chyba ve výrazu: Neočekávaný operátor / Chyba ve výrazu: Neočekávaný operátor / Chyba ve výrazu: Neočekávaný operátor / Chyba ve výrazu: Neočekávaný operátor / Chyba ve výrazu: Neočekávaný operátor / Chyba ve výrazu: Neočekávaný operátor / -1.0000-0 | 106172 Q76809964 |                                                                     | Severovýchodně od Zátoně u božích muk. |
| Zátoňský klen                                    |                                                                              | Lenora 48°56′53″ s. š., 13°48′12″ v. d.                  | javor klen                                                             | & Chyba ve výrazu: Neočekávaný operátor / Chyba ve výrazu: Neočekávaný operátor / Chyba ve výrazu: Neočekávaný operátor / Chyba ve výrazu: Neočekávaný operátor / Chyba ve výrazu: Neočekávaný operátor / Chyba ve výrazu: Neočekávaný operátor / Chyba ve výrazu: Neočekávaný operátor / Chyba ve výrazu: Neočekávaný operátor / Chyba ve výrazu: Neočekávaný operátor / Chyba ve výrazu: Neočekávaný operátor / Chyba ve výrazu: Neočekávaný operátor / Chyba ve výrazu: Neočekávaný operátor / Chyba ve výrazu: Neočekávaný operátor / Chyba ve výrazu: Neočekávaný operátor / Chyba ve výrazu: Neočekávaný operátor / -1.0000-0 | 102748 Q26787811 | Kategorie „Zátoňský klen“ na Wikimedia Commons                      | Klen roste u staré cesty od Zátoně k zastávce ČSD, u křížku. |
| Lhenická lípa                                    |                                                                              | Lhenice 48°59′29″ s. š., 14°8′55″ v. d.                  | lípa malolistá                                                         | 590 | 102792 Q26787847 | Kategorie „Lhenická lípa“ na Wikimedia Commons                      | 21 metrů vysoká lípa roste na okraji obce u silnice směrem na Prachatice. |
| Lípa v Libínském Sedle                           |                                                                              | Libínské Sedlo 48°58′40″ s. š., 13°59′18″ v. d.          | lípa velkolistá                                                        | 403 | 105199 Q26789723 | Kategorie „Lípa v Libínském Sedle“ na Wikimedia Commons             | 25 metrů vysoká lípa roste u kostela v obci. |
| Malovické lípy †                                 |                                                                              | Malovice                                                 | lípa malolistá (2)                                                     | & Chyba ve výrazu: Neočekávaný operátor / Chyba ve výrazu: Neočekávaný operátor / Chyba ve výrazu: Neočekávaný operátor / Chyba ve výrazu: Neočekávaný operátor / Chyba ve výrazu: Neočekávaný operátor / Chyba ve výrazu: Neočekávaný operátor / Chyba ve výrazu: Neočekávaný operátor / Chyba ve výrazu: Neočekávaný operátor / Chyba ve výrazu: Neočekávaný operátor / Chyba ve výrazu: Neočekávaný operátor / Chyba ve výrazu: Neočekávaný operátor / Chyba ve výrazu: Neočekávaný operátor / Chyba ve výrazu: Neočekávaný operátor / Chyba ve výrazu: Neočekávaný operátor / Chyba ve výrazu: Neočekávaný operátor / -1.0000-0 | 104495           |                                                                     | Větší z dvojice lipy byla vyvrácena vichřicí 3. července 2002, při pádu poškodila druhý strom. 4. září 2002 byla ochrana obou stromů zrušena. |
| Mičovické stromy                                 | Lípa u cesty nad obcí Mičovice.                                              | Mičovice 48°59′2″ s. š., 14°7′53″ v. d.                  | dub letní (2) lípa malolistá (1)                                       | & Chyba ve výrazu: Neočekávaný operátor / Chyba ve výrazu: Neočekávaný operátor / Chyba ve výrazu: Neočekávaný operátor / Chyba ve výrazu: Neočekávaný operátor / Chyba ve výrazu: Neočekávaný operátor / Chyba ve výrazu: Neočekávaný operátor / Chyba ve výrazu: Neočekávaný operátor / Chyba ve výrazu: Neočekávaný operátor / Chyba ve výrazu: Neočekávaný operátor / Chyba ve výrazu: Neočekávaný operátor / Chyba ve výrazu: Neočekávaný operátor / Chyba ve výrazu: Neočekávaný operátor / Chyba ve výrazu: Neočekávaný operátor / Chyba ve výrazu: Neočekávaný operátor / Chyba ve výrazu: Neočekávaný operátor / -1.0000-0 | 102743 Q26779053 |                                                                     | Dva duby a lípa rostou u cesty východně od obce. |
| Milešický jasan                                  | Milešický jasan                                                              | Milešice 48°58′59″ s. š., 13°53′18″ v. d.                | jasan ztepilý                                                          | 404 | 102725 Q26787795 | Kategorie „Jasan u Milešic“ na Wikimedia Commons                    | 28 metrů vysoký jasan roste u polní cesty asi 100 metrů od zchátralého objektu v pastvině. |
| Mamutí smrk u Miletínek                          |                                                                              | Miletínky 48°55′7″ s. š., 14°4′49″ v. d.                 | smrk ztepilý                                                           | 307 | 105621 Q26790192 |                                                                     | Smrk roste v lesním porostu u Miletínek asi 450 metrů jihozápadně od vrcholu Borek. |
| Nebahovská lípa                                  |                                                                              | Nebahovy 49°0′16″ s. š., 14°3′14″ v. d.                  | lípa malolistá                                                         | 576 | 102790 Q26787844 | Kategorie „Nebahovská lípa“ na Wikimedia Commons                    | 20 metrů vysoká památná lípa roste přímo na návsi. |
| Alej Kratochvíle                                 |                                                                              | Netolice 49°3′29″ s. š., 14°10′30″ v. d.                 | dub letní (83) jasan ztepilý (20)                                      | & Chyba ve výrazu: Neočekávaný operátor / Chyba ve výrazu: Neočekávaný operátor / Chyba ve výrazu: Neočekávaný operátor / Chyba ve výrazu: Neočekávaný operátor / Chyba ve výrazu: Neočekávaný operátor / Chyba ve výrazu: Neočekávaný operátor / Chyba ve výrazu: Neočekávaný operátor / Chyba ve výrazu: Neočekávaný operátor / Chyba ve výrazu: Neočekávaný operátor / Chyba ve výrazu: Neočekávaný operátor / Chyba ve výrazu: Neočekávaný operátor / Chyba ve výrazu: Neočekávaný operátor / Chyba ve výrazu: Neočekávaný operátor / Chyba ve výrazu: Neočekávaný operátor / Chyba ve výrazu: Neočekávaný operátor / -1.0000-0 | 102709 Q26790903 |                                                                     | Alej 103 stromů (83 dubů a 20 jasanů) roste podél dostihové dráhy za zámkem Kratochvíle. |
| Dub u Netolic                                    |                                                                              | Netolice                                                 | dub letní                                                              | 516 | 105320 Q26789787 |                                                                     | 25 (dnes snad již jen 10) metrů vysoký staletý dub, neupřesněná poloha. |
| Hrbovský dub                                     |                                                                              | Netolice 49°2′10″ s. š., 14°9′53″ v. d.                  | dub letní                                                              | 530 | 102781 Q26787835 |                                                                     | Již jen torzo původně 26 metru vysokého dubu na rozcestí Hrbov – Schwarzenberk – Velký Hrbovský. |
| Kratochvílský dub                                |                                                                              | Netolice 49°3′28″ s. š., 14°9′56″ v. d.                  | dub letní                                                              | 518 | 102731 Q26787800 |                                                                     | 22 metrů vysoký dub stojí západně od zámku Kratochvíle na hrázi oddělující rybníky Kratochvílský a Neštěstí. Zdravotní řez proveden v roce 1991. |
| Lichtensteinský dub                              |                                                                              | Netolice 49°3′21″ s. š., 14°9′17″ v. d.                  | dub letní                                                              | 500 | 102728 Q26787798 |                                                                     | 27 metrů vysoký dub rose u silnice Netolice – Prachatice na břehu rybníka Lichtenstein. Ošetření provedena v letech 1900, 1991 a 1999. |
| Lípy a dub u Netolic                             |                                                                              | Netolice 49°3′43″ s. š., 14°10′4″ v. d.                  | dub letní (1) lípa malolistá (3)                                       | & Chyba ve výrazu: Neočekávaný operátor / Chyba ve výrazu: Neočekávaný operátor / Chyba ve výrazu: Neočekávaný operátor / Chyba ve výrazu: Neočekávaný operátor / Chyba ve výrazu: Neočekávaný operátor / Chyba ve výrazu: Neočekávaný operátor / Chyba ve výrazu: Neočekávaný operátor / Chyba ve výrazu: Neočekávaný operátor / Chyba ve výrazu: Neočekávaný operátor / Chyba ve výrazu: Neočekávaný operátor / Chyba ve výrazu: Neočekávaný operátor / Chyba ve výrazu: Neočekávaný operátor / Chyba ve výrazu: Neočekávaný operátor / Chyba ve výrazu: Neočekávaný operátor / Chyba ve výrazu: Neočekávaný operátor / -1.0000-0 | 102730 Q26779047 |                                                                     | 3 lípy a dub rostou poblíž křížku, roku 1991 bylo provedeno odborné prořezání suchých větví, výmladků a okolních křovin. |
| Netolická alej                                   |                                                                              | Netolice 49°3′38″ s. š., 14°10′17″ v. d.                 | platan javorolistý (29) jasan ztepilý (2) javor mléč (1)               | 160 | 102764 Q26790904 |                                                                     | Alej 32 stromů (29 platanů, 2 jasanů a 1 javoru) lemuje silnici z Netolic na Bavorov. Stromy dosahují výšky 17 metrů (1990) a stáří zhruba 120 let (2011). |
| Velkohrbovský dub                                |                                                                              | Netolice 49°2′6″ s. š., 14°10′36″ v. d.                  | dub letní                                                              | 566 | 102727 Q26787797 |                                                                     | Mohutný 30 metrů vysoký dub roste na hrázi rybníka Velký Hrbovský. |
| Novohuťský klen                                  | Novohuťský klen                                                              | Nové Hutě 49°2′22″ s. š., 13°38′54″ v. d.                | javor klen                                                             | 400 | 102716 Q26787788 | Kategorie „Novohuťský klen“ na Wikimedia Commons                    | 27 metrů vysoký klen roste u silnice naproti starému hřbitovu. |
| Novohuťský modřín                                | Novohuťský modřín                                                            | Nové Hutě 49°2′18″ s. š., 13°38′51″ v. d.                | modřín opadavý                                                         | 410 | 102753 Q26787814 | Kategorie „Novohuťský modřín“ na Wikimedia Commons                  | 22 metrů vysoký modřín roste východně od bývalé školy u čp. 43. Roku 2003 byla provedena odborná sanace včetně zastřešení dutiny. |
| Jilm v Novém Údolí †                             |                                                                              | Nové Údolí 48°49′53″ s. š., 13°48′7″ v. d.               | jilm horský                                                            | 551 | 105105 Q26789677 | Kategorie „Jilm v Novém Údolí“ na Wikimedia Commons                 | Mohutný a 26 metrů vysoký jilm rostl u silnice z Nového Údolí na Stožec. Odumřel v období mezi lety 2012 a 2015. |
| Novosvětský klen                                 |                                                                              | Nový Svět 49°0′49″ s. š., 13°40′12″ v. d.                | javor klen                                                             | 400 | 102757 Q26787816 |                                                                     | 24 metrů vysoký klen roste v pastvině u vsi. |
| Novosvětský mléč †                               |                                                                              | Nový Svět                                                | javor mléč                                                             | 382 | 102713           |                                                                     | 21 metrů vysoký mléč rostl u silnice v severní části obce. Ochrana zrušena 16. února 2007 z důvodu rozsáhlého poškození po vichřici. Aktuální stav stromu není znám. |
| Olšovická hrušeň                                 |                                                                              | Olšovice 49°3′27″ s. š., 14°13′58″ v. d.                 | hrušeň obecná                                                          | 350 | 102768 Q12357579 | Kategorie „Hrušeň v Olšovicích“ na Wikimedia Commons                | 14 metrů vysoká hrušeň roste před osadou Olšovice na okraji pole vpravo při cestě směrem z Netolic. |
| Onšovická lípa                                   |                                                                              | Onšovice 49°6′38″ s. š., 13°46′24″ v. d.                 | lípa malolistá                                                         | 330 | 102766 Q26787822 | Kategorie „Onšovická lípa“ na Wikimedia Commons                     | 29 metrů vysoká lípa roste v zahradě rekreačního objektu. Zdravotní řez proveden roku 1991. |
| Perlovické lípy                                  |                                                                              | Perlovice 48°59′ s. š., 13°58′42″ v. d.                  | lípa velkolistá (2)                                                    | & Chyba ve výrazu: Neočekávaný operátor / Chyba ve výrazu: Neočekávaný operátor / Chyba ve výrazu: Neočekávaný operátor / Chyba ve výrazu: Neočekávaný operátor / Chyba ve výrazu: Neočekávaný operátor / Chyba ve výrazu: Neočekávaný operátor / Chyba ve výrazu: Neočekávaný operátor / Chyba ve výrazu: Neočekávaný operátor / Chyba ve výrazu: Neočekávaný operátor / Chyba ve výrazu: Neočekávaný operátor / Chyba ve výrazu: Neočekávaný operátor / Chyba ve výrazu: Neočekávaný operátor / Chyba ve výrazu: Neočekávaný operátor / Chyba ve výrazu: Neočekávaný operátor / Chyba ve výrazu: Neočekávaný operátor / -1.0000-0 | 104496 Q26779052 | Kategorie „Perlovické lípy“ na Wikimedia Commons                    | Dvojice lip roste u kapličky před osadou. |
| Petrodvorská lípa                                |                                                                              | Petrův Dvůr 49°2′51″ s. š., 14°10′48″ v. d.              | lípa malolistá                                                         | 510 | 105663 Q26790223 |                                                                     | 35 metrů vysoká a 250 let stará lípa roste na okraji osady Petrův Dvůr. Společně s druhou jsou známé jako lípy na Petráku. |
| Petrodvorská lípa 2                              |                                                                              | Petrův Dvůr 49°2′50″ s. š., 14°10′49″ v. d.              | lípa malolistá (2)                                                     | 280 | 102729 Q26787799 |                                                                     | 150 let stará lípa roste na okraji osady Petrův Dvůr. Společně s druhou jsou známé jako lípy na Petráku. |
| Klen u Popelné                                   |                                                                              | Popelná 49°5′55″ s. š., 13°36′2″ v. d.                   | javor klen                                                             | 307 | 102733 Q26787802 | Kategorie „Klen u Popelné“ na Wikimedia Commons                     | 20 metrů vysoký klen roste u kraje pastviny poblíž rozcestí jižně od Popelné v katastrálním území obce Stachy. |
| Lípa velkolistá (Staré Prachatice)               |                                                                              | Prachatice 49°1′34″ s. š., 14°0′13″ v. d.                | lípa velkolistá                                                        | 440 | 106200 Q62098595 | Kategorie „Lípa velkolistá (Staré Prachatice)“ na Wikimedia Commons | Jedná se o strom, který je dominantním jedincem v centrální části osady Staré Prachatice. Stáří 200 let. |
| Prachatický břečťan                              |                                                                              | Prachatice 49°0′45″ s. š., 14°0′1″ v. d.                 | břečťan popínavý                                                       | 98 | 102703 Q26787778 | Kategorie „Prachatický břečťan“ na Wikimedia Commons                | 7 metrů dlouhý břečťan se pne po hradbách v Zahradní ulici u bašty Helvít. |
| Prachatický jilm                                 |                                                                              | Prachatice 49°0′30″ s. š., 13°59′44″ v. d.               | jilm horský                                                            | 391 | 105490 Q26790067 | Kategorie „Prachatický jilm“ na Wikimedia Commons                   | 22 metrů vysoký jilm roste pod silnicí před školou Zlatá stezka. |
| Prachatický liliovník                            |                                                                              | Prachatice 49°0′55″ s. š., 14°0′16″ v. d.                | liliovník tulipánokvětý                                                | 292 | 102704 Q26787779 | Kategorie „Prachatický liliovník“ na Wikimedia Commons              | 20 metrů vysoký liliovník roste za poliklinikou v bývalém parku u staré nemocnice. Strom se dělí ve výšce 1,5 metru na dva terminály. |
| Tis Pravětínská Lada                             |                                                                              | Pravětínská Lada 48°58′17″ s. š., 13°41′14″ v. d.        | tis červený                                                            | 128 | 102751 Q26787812 |                                                                     | 6 metrů vysoký tis roste u lokality Pravětínská Lada. Ze silnice ze směru Borová Lada (na Horní Vltavici) odbočit před Zelenohorským potokem vlevo na lesní cestu. Tis roste na pastvině za lesem asi 200 metrů vlevo od cesty a stavení.                                                                                  |
| Ptákolhotský klen                                |                                                                              | Ptákova Lhota 49°7′36″ s. š., 13°45′22″ v. d.            | javor klen                                                             | 435 | 102774 Q26787828 |                                                                     | 30 metrů vysoký klen roste za stodolou poslední chalupy. |
| Račovský klen †                                  |                                                                              | Račov                                                    | javor klen                                                             | 430 | 104497           |                                                                     | Původně 25 metrů vysoký klen již neexistuje, zanikl. Vichřice v lednu 1994 odlomila čtyři hlavní větve, strom narušen pokročilou hnilobou. Poslední živá větev zanikla v červenci 2001. Ochrana zrušena 5. května 2003, mrtvé torzo skáceno.                                                                               |
| Řepešínská lípa                                  |                                                                              | Řepešín 49° s. š., 13°54′41″ v. d.                       | lípa velkolistá                                                        | 826 | 102798 Q10513630 |                                                                     | Přes 500 let stará mohutná lípa roste u starobylé kamenné studny na východním kraji vesnice. |
| Bolíkovická lípa                                 |                                                                              | Setěchovice 49°5′19″ s. š., 13°53′51″ v. d.              | lípa velkolistá                                                        | 387 | 102707 Q26787783 |                                                                     | 23 metrů vysoká lípa roste u staré cesty mezi zemědělskými pozemky asi 250 m zjz. od Bolíkovic. Zdravotní řez proveden roku 1991. |
| Skříněřovský jasan                               |                                                                              | Skříněřov 48°56′46″ s. š., 14°0′45″ v. d.                | jasan ztepilý (2)                                                      | 312 | 102710 Q26787784 |                                                                     | 30 metrů vysoký jasan roste u božích muk. |
| Lípa ve Smrčné                                   | Lípa v obci Smrčná u Čkyně.                                                  | Smrčná u Čkyně 49°5′10″ s. š., 13°48′56″ v. d.           | lípa malolistá                                                         | 550 | 102786 Q26787840 |                                                                     | V obci, okraj nezpevněné cesty |
| Spálenecký buk                                   |                                                                              | Spálenec 48°54′40″ s. š., 13°58′13″ v. d.                | buk lesní                                                              | 582 | 102700 Q26787777 | Kategorie „Spálenecký buk“ na Wikimedia Commons                     | 27 metrů vysoký buk roste u polní cesty z železniční stanice do obce. |
| Lípa Stachy                                      |                                                                              | Stachy 49°7′6″ s. š., 13°38′25″ v. d.                    | lípa malolistá                                                         | 390 | 102705 Q26787780 |                                                                     | 12 metrů vysoký strom roste v zahradě u čísla 105 u božích muk. Lípa byla ošetřena roku 2003, došlo na odborný řez a zastřešení dutiny. |
| Lípa Stachy 2                                    |                                                                              | Stachy 49°6′7″ s. š., 13°40′ v. d.                       | lípa velkolistá (6)                                                    | & Chyba ve výrazu: Neočekávaný operátor / Chyba ve výrazu: Neočekávaný operátor / Chyba ve výrazu: Neočekávaný operátor / Chyba ve výrazu: Neočekávaný operátor / Chyba ve výrazu: Neočekávaný operátor / Chyba ve výrazu: Neočekávaný operátor / Chyba ve výrazu: Neočekávaný operátor / Chyba ve výrazu: Neočekávaný operátor / Chyba ve výrazu: Neočekávaný operátor / Chyba ve výrazu: Neočekávaný operátor / Chyba ve výrazu: Neočekávaný operátor / Chyba ve výrazu: Neočekávaný operátor / Chyba ve výrazu: Neočekávaný operátor / Chyba ve výrazu: Neočekávaný operátor / Chyba ve výrazu: Neočekávaný operátor / -1.0000-0 | 102755 Q26787815 | Kategorie „Lípa Stachy 2“ na Wikimedia Commons                      | Na náměstí v centru obce. |
| Smrk u Šebestova                                 |                                                                              | Stachy 49°6′58″ s. š., 13°37′58″ v. d.                   | smrk ztepilý                                                           | 355 | 102746 Q18511435 | Kategorie „Smrk u Šebestova“ na Wikimedia Commons                   | 29 metrů vysoký smrk roste u cesty severně od křižovatky. |
| Lípa na Staré Huti                               |                                                                              | Stará Huť 48°54′41″ s. š., 14°5′12″ v. d.                | lípa malolistá                                                         | 578 | 102783 Q26787838 |                                                                     | 22 metrů vysoká lípa roste v zaniklé osadě Stará Huť na kraji rybníčka. |
| Jasan na Stodůlkách                              |                                                                              | Strážný                                                  | jasan ztepilý                                                          | 569 | 106274 Q73601920 |                                                                     | v bývalé osadě Stodůlky (Scheurek) |
| Jasan ve Strážném                                |                                                                              | Strážný 48°54′37″ s. š., 13°43′16″ v. d.                 | jasan ztepilý                                                          | 300 | 102715 Q26787787 |                                                                     | 25 metrů vysoký jasan roste ve Strážném u silnice na Žlíbky, poblíž parkoviště. |
| Klen ve Strážném                                 |                                                                              | Strážný 48°54′34″ s. š., 13°43′14″ v. d.                 | javor klen                                                             | 375 | 102718 Q26787791 | Kategorie „Klen ve Strážném“ na Wikimedia Commons                   | 25 metrů vysoký klen rostena bývalém hřbitově u cesty na Žlíbky. |
| Lípa malolistá                                   |                                                                              | Strážný 48°52′52″ s. š., 13°44′47″ v. d.                 | lípa malolistá                                                         | 440 | 105842 Q26790418 |                                                                     | Na pastvině v blízkosti turistické trasy v zaniklé osadě Dolní Cazov u pozůstatku po jedné z nemovitostí |
| Silnický jasan                                   |                                                                              | Strážný                                                  | jasan ztepilý                                                          | 358 | 106269 Q76809999 |                                                                     | Pod vrcholem Silnického vršku, který se nachází u oblasti zvané Kunžvartské sedlo, na hranici pozemků 55/1 a 55/3. Původně dva stromy, jeden strom již zanikl, dne 22. 8. 2023 byl název dvou stromů změněn na jeden strom Silnický jasan.                                                                                 |
| Strunkovická lípa                                |                                                                              | Strunkovice nad Blanicí 49°4′54″ s. š., 14°3′31″ v. d.   | lípa malolistá                                                         | 493 | 102778 Q26787832 |                                                                     | 300 let stará a 26 metrů vysoká lípa roste v ulici pod nádražím. Část větví byla ořezána, v koruně je umístěna vazba z roku 1992. |
| Sudslavická lípa                                 |                                                                              | Sudslavice 49°5′14″ s. š., 13°47′41″ v. d.               | lípa velkolistá                                                        | 1 180 | 102800 Q12057202 | Kategorie „Sudslavická lípa“ na Wikimedia Commons                   | Nejmohutnější strom jižních Čech (druhý v rámci České republiky) roste u mlýna Vanických, vpravo od silnice Vimperk – Čkyně. Odhady věku jsou značně nejednotné (obvykle mezi 600–1100 lety). |
| Lípa ve Svaté Maří †                             | Lípa rostla u fary v obci Svatá Maří.                                        | Svatá Maří 49°3′52″ s. š., 13°49′50″ v. d.               | lípa malolistá                                                         | 470 | 102777 Q26787831 |                                                                     | 31 metrů vysoká lípa rostla v parku u místní fary. Poražena v březnu 2017. |
| Lípa ve Svaté Maří 2 †                           | Lípa ve Svaté Maří v zahradě domova důchodců.                                | Svatá Maří 49°3′51″ s. š., 13°49′58″ v. d.               | lípa velkolistá                                                        | 430 | 102775 Q26787829 |                                                                     | Lípa roste na zahradě domova důchodců, po zničení koruny vichřicí roku 1995 následovalo odborné ošetření, nyní vytváří sekundární korunu. Doporučen výchovný řez. Výška stromu po poškození klesla na 11 metrů.V březnu roku 2017 již jen ubohé torzo kmene.                                                               |
| Šebestovský klen                                 |                                                                              | Šebestov 49°7′ s. š., 13°38′54″ v. d.                    | javor klen                                                             | 401 | 104850 Q26789504 |                                                                     | Klen roste u domu č. 111. |
| Alej u Buku                                      |                                                                              | Šumavské Hoštice 49°2′27″ s. š., 13°50′54″ v. d.         | javor mléč jasan ztepilý javor klen lípa malolistá                     | & Chyba ve výrazu: Neočekávaný operátor / Chyba ve výrazu: Neočekávaný operátor / Chyba ve výrazu: Neočekávaný operátor / Chyba ve výrazu: Neočekávaný operátor / Chyba ve výrazu: Neočekávaný operátor / Chyba ve výrazu: Neočekávaný operátor / Chyba ve výrazu: Neočekávaný operátor / Chyba ve výrazu: Neočekávaný operátor / Chyba ve výrazu: Neočekávaný operátor / Chyba ve výrazu: Neočekávaný operátor / Chyba ve výrazu: Neočekávaný operátor / Chyba ve výrazu: Neočekávaný operátor / Chyba ve výrazu: Neočekávaný operátor / Chyba ve výrazu: Neočekávaný operátor / Chyba ve výrazu: Neočekávaný operátor / -1.0000-0 | 102722 Q26791060 |                                                                     | Po obou stranách silnice Buk-Včelná |
| Lípa u Machova mlýna                             |                                                                              | Šumavské Hoštice 49°1′53″ s. š., 13°51′46″ v. d.         | lípa velkolistá                                                        | 762 | 102797 Q12034664 | Kategorie „Lípa u Machova Mlýna“ na Wikimedia Commons               | Také známa jako Lípa v Cikánském údolí. Zhruba 500 let starý mohutný strom (v minulosti údajně poškozený požárem) roste na rozcestí u Machova mlýna jižně od Šumavských Hoštic. Po bouřce 23. 8. 2014 se východní polovina lípy vylomila, zůstaly jen dva kmeny, které byly následně z bezpečnostních důvodů zkráceny.     |
| Švihovská lípa                                   |                                                                              | Švihov 49°1′50″ s. š., 13°54′33″ v. d.                   | lípa malolistá                                                         | 540 | 102782 Q26787836 |                                                                     | 250 let stará a 21 metrů vysoká lípa s původní korunou roste u místní komunikace v jižní části obce (poblíž domu č. 2). |
| Lípa Třešňový Újezdec †                          |                                                                              | Třešňový Újezdec 48°58′12″ s. š., 14°10′15″ v. d.        | lípa malolistá                                                         | 385 | 102771           | Kategorie „Lípa malolistá v Třešňovém Újezdci“ na Wikimedia Commons | 21 metrů vysoká lípa roste na návsi. Obrázek i souřadnice označují strom, který v r. 2013 rostl na návsi před čp. 22 a byl v té době označen cedulí "Památný strom", letecké mapy.cz jej již nezobrazují (byl pokácen?), jako památný označují strom na trávníku před čp. 18 a 19 (na snímku je zčásti vidět zcela vlevo). |
| Úbislavský buk                                   |                                                                              | Úbislav 49°7′17″ s. š., 13°39′36″ v. d.                  | buk lesní                                                              | 410 | 102773 Q26787827 | Kategorie „Úbislavský buk“ na Wikimedia Commons                     | 18 metrů vysoký buk roste vpravo u konce obce. Pověst o stromu zachytila Marie Hrušková. |
| Lípa u Včelné                                    |                                                                              | Včelná pod Boubínem 49°0′40″ s. š., 13°53′29″ v. d.      | lípa velkolistá                                                        | 515 | 102747 Q26787810 |                                                                     | Lípa roste na východní straně lesa, u pastviny. Výška 36 metrů. |
| Lípa Na Výsluní                                  | Lípa roste v ulici Na Výsluní nedaleko arboreta.                             | Vimperk 49°3′16″ s. š., 13°46′37″ v. d.                  | lípa velkolistá                                                        | 295 | 102697 Q26787774 |                                                                     | 30 metrů vysoká lípa roste na severozápadním okraji zahrady v ulici Na Výsluní poblíž zděného altánu z roku 1852. V roce 2004 byla provedena odborná sanace (zdravotní řaz) a osazení tabule. |
| Lípa u Brantlova dvora I                         |                                                                              | Vimperk 49°3′9″ s. š., 13°45′56″ v. d.                   | lípa velkolistá                                                        | 616 | 102794 Q26787849 |                                                                     | Za zámkem u domu č. 106. Mohutný 300 let starý strom původně dosahující výšky 30 metrů těžce poškodila vichřice 5. listopadu 2010, kdy přišel prakticky o celou korunu, zůstal zachován jen kmen s několika výmladky. |
| Lípa u Brantlova dvora II                        |                                                                              | Vimperk 49°3′7″ s. š., 13°45′51″ v. d.                   | lípa velkolistá                                                        | 399 | 102698 Q26787775 |                                                                     | 200 let stará lípa stojí za Brantlovým dvorem na terasa jižního svahu mezi cestami. Výška 31 metrů. |
| Jasan a mléč ve Vlachově Březí †                 |                                                                              | Vlachovo Březí 49°5′8″ s. š., 13°57′31″ v. d.            | javor mléč (1) jasan ztepilý (1)                                       | & Chyba ve výrazu: Neočekávaný operátor / Chyba ve výrazu: Neočekávaný operátor / Chyba ve výrazu: Neočekávaný operátor / Chyba ve výrazu: Neočekávaný operátor / Chyba ve výrazu: Neočekávaný operátor / Chyba ve výrazu: Neočekávaný operátor / Chyba ve výrazu: Neočekávaný operátor / Chyba ve výrazu: Neočekávaný operátor / Chyba ve výrazu: Neočekávaný operátor / Chyba ve výrazu: Neočekávaný operátor / Chyba ve výrazu: Neočekávaný operátor / Chyba ve výrazu: Neočekávaný operátor / Chyba ve výrazu: Neočekávaný operátor / Chyba ve výrazu: Neočekávaný operátor / Chyba ve výrazu: Neočekávaný operátor / -1.0000-0 | 102744 Q26779049 |                                                                     | Javor a jasan rostou na židovském hřbitově, v roce 1995 byl proveden odběr semen. Od 21. února 2017 je ochrana zrušena z důvodu poškození v důsledku vichřice a napadení chorobami. |
| Koubovský dub †                                  |                                                                              | Vodice                                                   | dub letní                                                              | 480 | 105095           |                                                                     | Asi 300 metrů pod Koubovským rybníkem na levém břehu Vadkovského potoka, výška 32 metrů. |
| Alej Zlatá stezka                                |                                                                              | Volary 48°55′3″ s. š., 13°53′47″ v. d.                   | různé druhy (199)                                                      | & Chyba ve výrazu: Neočekávaný operátor / Chyba ve výrazu: Neočekávaný operátor / Chyba ve výrazu: Neočekávaný operátor / Chyba ve výrazu: Neočekávaný operátor / Chyba ve výrazu: Neočekávaný operátor / Chyba ve výrazu: Neočekávaný operátor / Chyba ve výrazu: Neočekávaný operátor / Chyba ve výrazu: Neočekávaný operátor / Chyba ve výrazu: Neočekávaný operátor / Chyba ve výrazu: Neočekávaný operátor / Chyba ve výrazu: Neočekávaný operátor / Chyba ve výrazu: Neočekávaný operátor / Chyba ve výrazu: Neočekávaný operátor / Chyba ve výrazu: Neočekávaný operátor / Chyba ve výrazu: Neočekávaný operátor / -1.0000-0 | 102719 Q26790822 | Kategorie „Alej Zlatá stezka“ na Wikimedia Commons                  | Smíšená alej lemuje Zlatou stezku kolem hřbitova pochodu smrti nad Kalvárií. Z původně vyhlášených 218 stromů se dochovalo 201, nejstarší dosahují 250 let, nejvyšší 28 metrů. |
| Klen u Svaté Magdalény                           |                                                                              | Volary 48°55′15″ s. š., 13°57′17″ v. d.                  | javor klen                                                             | 375 | 102787 Q26787841 | Kategorie „Klen u Svaté Magdalény“ na Wikimedia Commons             | 20 metrů vysoký klen roste v lokalitě Svatá Magdaléna 6 km východně od města. |
| Lípy Sv. Magdaléna                               |                                                                              | Volary 48°55′15″ s. š., 13°57′18″ v. d.                  | lípa velkolistá lípa malolistá                                         | & Chyba ve výrazu: Neočekávaný operátor / Chyba ve výrazu: Neočekávaný operátor / Chyba ve výrazu: Neočekávaný operátor / Chyba ve výrazu: Neočekávaný operátor / Chyba ve výrazu: Neočekávaný operátor / Chyba ve výrazu: Neočekávaný operátor / Chyba ve výrazu: Neočekávaný operátor / Chyba ve výrazu: Neočekávaný operátor / Chyba ve výrazu: Neočekávaný operátor / Chyba ve výrazu: Neočekávaný operátor / Chyba ve výrazu: Neočekávaný operátor / Chyba ve výrazu: Neočekávaný operátor / Chyba ve výrazu: Neočekávaný operátor / Chyba ve výrazu: Neočekávaný operátor / Chyba ve výrazu: Neočekávaný operátor / -1.0000-0 | 106142 Q87266443 | Kategorie „Lípy Svatá Magdaléna“ na Wikimedia Commons               | V osadě zvané Svatá Magdaléna, lemující rozcestí směr Volary. |
| Volarský jilm †                                  |                                                                              | Volary                                                   | jilm horský                                                            | 370 | 104898 Q87647576 |                                                                     | 20 metrů vysoký jilm stával u (bývalého) dětského hřiště. Strom odumřel v důsledku grafiózy, následně byl z bezpečnostních důvodů skácen – již neexistuje. Ochrana ukončena k 9. listopadu 2009. |
| Jasan Brixovy Dvory                              |                                                                              | Volary 48°54′32″ s. š., 13°52′29″ v. d.                  | jasan ztepilý                                                          | 510 | 106568           |                                                                     | Západním směrem od města Volary, asi 600 m po místní komunikaci směrem k osadě Brixovy Dvory, ve svahu nad komunikací. |
| Akát v Zábrdí                                    | Akát v obci Zábrdí.                                                          | Zábrdí 49°1′39″ s. š., 13°56′15″ v. d.                   | trnovník akát                                                          | 370 | 104972 Q26789583 |                                                                     | Akát roste v obci u rozcestí vedle křížku s letopočtem 1871. |
| Lípa Na Lazích                                   |                                                                              | Záhoří 49°4′42″ s. š., 13°50′3″ v. d.                    | lípa velkolistá                                                        | 375 | 102706 Q26787782 |                                                                     | 23 metrů vysoká lípa roste asi ½ km jjv. od Záhoří u rozcestí místní silnice do Štítkova. Zdravotní řez proveden roku 1991. |
| Chadtův smrk †                                   |                                                                              | Zátoň                                                    | smrk ztepilý                                                           | 327 |                  |                                                                     | 57 metrů vysoký a 462 let starý smrk byl pokácen roku 1882. |
| Zátoňské lípy                                    |                                                                              | Zátoň 48°56′46″ s. š., 13°47′32″ v. d.                   | lípa velkolistá (3)                                                    | & Chyba ve výrazu: Neočekávaný operátor / Chyba ve výrazu: Neočekávaný operátor / Chyba ve výrazu: Neočekávaný operátor / Chyba ve výrazu: Neočekávaný operátor / Chyba ve výrazu: Neočekávaný operátor / Chyba ve výrazu: Neočekávaný operátor / Chyba ve výrazu: Neočekávaný operátor / Chyba ve výrazu: Neočekávaný operátor / Chyba ve výrazu: Neočekávaný operátor / Chyba ve výrazu: Neočekávaný operátor / Chyba ve výrazu: Neočekávaný operátor / Chyba ve výrazu: Neočekávaný operátor / Chyba ve výrazu: Neočekávaný operátor / Chyba ve výrazu: Neočekávaný operátor / Chyba ve výrazu: Neočekávaný operátor / -1.0000-0 | 102750 Q26779067 | Kategorie „Zátoňské lípy“ na Wikimedia Commons                      | 3 lípy rostou u komunikace v obci. |
| Buk lesní - Mošna                                |                                                                              | Zbytiny 48°56′10″ s. š., 13°59′57″ v. d.                 | buk lesní                                                              | 402 | 105879 Q26790495 |                                                                     | V lesním porostu jihovýchodně od samoty Mošna |
| Zdenická lípa †                                  |                                                                              | Zdenice                                                  | lípa malolistá                                                         | 460 | 104499           |                                                                     | Ochrana původně 18 metrů vysoké lípy, která rostla přímo v obci, byla zrušena 2. října 2002 z důvodu odumření a rozpadu stromu. |
| Javor na Johankách                               |                                                                              | Zdíkov 49°4′40″ s. š., 13°41′37″ v. d.                   | javor klen                                                             | 370 | 105956 Q26790574 |                                                                     | Jižně za obcí na mezi u polní cesty v blízkosti křížku s letopočtem 1860 |
| Zámecká lípa                                     |                                                                              | Zdíkov 49°5′ s. š., 13°41′50″ v. d.                      | lípa malolistá                                                         | 345 | 102767 Q26787823 |                                                                     | 25 metrů vysoká lípa roste na nádvoří bývalého zámku. |
| Zdíkovská alej                                   |                                                                              | Zdíkov 49°5′11″ s. š., 13°41′3″ v. d.                    | javor mléč (2) javor klen (6) lípa malolistá (30) jasan ztepilý (15)   | & Chyba ve výrazu: Neočekávaný operátor / Chyba ve výrazu: Neočekávaný operátor / Chyba ve výrazu: Neočekávaný operátor / Chyba ve výrazu: Neočekávaný operátor / Chyba ve výrazu: Neočekávaný operátor / Chyba ve výrazu: Neočekávaný operátor / Chyba ve výrazu: Neočekávaný operátor / Chyba ve výrazu: Neočekávaný operátor / Chyba ve výrazu: Neočekávaný operátor / Chyba ve výrazu: Neočekávaný operátor / Chyba ve výrazu: Neočekávaný operátor / Chyba ve výrazu: Neočekávaný operátor / Chyba ve výrazu: Neočekávaný operátor / Chyba ve výrazu: Neočekávaný operátor / Chyba ve výrazu: Neočekávaný operátor / -1.0000-0 | 102702 Q26790962 | Kategorie „Avenue at Zdíkov“ na Wikimedia Commons                   | Alej vysázená okrašlovacím spolkem v letech 1882–1884 vede podél silnice ze Zdíkova do Masákovy Lhoty. Počet stromů: 52 (klen 6×, mléč 2×, jasan 15×, lípa 30×). |
| Zdíkovská lípa                                   |                                                                              | Zdíkov 49°4′56″ s. š., 13°41′51″ v. d.                   | lípa malolistá                                                         | 337 | 102726 Q26787796 |                                                                     | 26 metrů vysoká lípa roste na ostrově jižně od zámku. |
| Zdíkovské buky                                   |                                                                              | Zdíkov 49°4′11″ s. š., 13°41′6″ v. d.                    | buk lesní (3)                                                          | & Chyba ve výrazu: Neočekávaný operátor / Chyba ve výrazu: Neočekávaný operátor / Chyba ve výrazu: Neočekávaný operátor / Chyba ve výrazu: Neočekávaný operátor / Chyba ve výrazu: Neočekávaný operátor / Chyba ve výrazu: Neočekávaný operátor / Chyba ve výrazu: Neočekávaný operátor / Chyba ve výrazu: Neočekávaný operátor / Chyba ve výrazu: Neočekávaný operátor / Chyba ve výrazu: Neočekávaný operátor / Chyba ve výrazu: Neočekávaný operátor / Chyba ve výrazu: Neočekávaný operátor / Chyba ve výrazu: Neočekávaný operátor / Chyba ve výrazu: Neočekávaný operátor / Chyba ve výrazu: Neočekávaný operátor / -1.0000-0 | 102756 Q26779071 |                                                                     | 3 buky rostou u starého poutního místa na okraji lesa. |
| Dub u zámku ve Zdíkově                           |                                                                              | Zdíkov 49°4′59″ s. š., 13°42′3″ v. d.                    | dub letní                                                              | 440 | 106537           |                                                                     | V areálu bývalého zámeckého parku |
| Žírecká lípa                                     |                                                                              | Žírec 49°5′12″ s. š., 13°43′20″ v. d.                    | lípa malolistá                                                         | 502 | 102699 Q26787776 |                                                                     | 22 metrů vysoká lípa roste u domu č. 3 při silnici Žírec – Račov. Roku 2003 bylo provedeno odborné ošetření rozštěpu a vazba koruny. |
| Jasan u Žlíbek                                   |                                                                              | Žlíbky 48°55′1″ s. š., 13°43′29″ v. d.                   | jasan ztepilý                                                          | 435 | 102760 Q26787819 |                                                                     | 23 metrů vysoký jasan roste severně od Strážného asi 20 metrů od cesty spojující Kořenný a bývalé Žlíbky na kamenném tarasu. |
| Jasan Žlíbky                                     |                                                                              | Žlíbky 48°55′45″ s. š., 13°43′52″ v. d.                  | jasan ztepilý                                                          | & Chyba ve výrazu: Neočekávaný operátor / Chyba ve výrazu: Neočekávaný operátor / Chyba ve výrazu: Neočekávaný operátor / Chyba ve výrazu: Neočekávaný operátor / Chyba ve výrazu: Neočekávaný operátor / Chyba ve výrazu: Neočekávaný operátor / Chyba ve výrazu: Neočekávaný operátor / Chyba ve výrazu: Neočekávaný operátor / Chyba ve výrazu: Neočekávaný operátor / Chyba ve výrazu: Neočekávaný operátor / Chyba ve výrazu: Neočekávaný operátor / Chyba ve výrazu: Neočekávaný operátor / Chyba ve výrazu: Neočekávaný operátor / Chyba ve výrazu: Neočekávaný operátor / Chyba ve výrazu: Neočekávaný operátor / -1.0000-0 | 102759 Q26787818 |                                                                     | Jasan roste proti kamennému kříži v bývalé osadě Žlíbky. |
| Žlíbské lípy                                     |                                                                              | Žlíbky 48°55′45″ s. š., 13°43′50″ v. d.                  | lípa velkolistá (4)                                                    | & Chyba ve výrazu: Neočekávaný operátor / Chyba ve výrazu: Neočekávaný operátor / Chyba ve výrazu: Neočekávaný operátor / Chyba ve výrazu: Neočekávaný operátor / Chyba ve výrazu: Neočekávaný operátor / Chyba ve výrazu: Neočekávaný operátor / Chyba ve výrazu: Neočekávaný operátor / Chyba ve výrazu: Neočekávaný operátor / Chyba ve výrazu: Neočekávaný operátor / Chyba ve výrazu: Neočekávaný operátor / Chyba ve výrazu: Neočekávaný operátor / Chyba ve výrazu: Neočekávaný operátor / Chyba ve výrazu: Neočekávaný operátor / Chyba ve výrazu: Neočekávaný operátor / Chyba ve výrazu: Neočekávaný operátor / -1.0000-0 | 106173 Q76809968 | Kategorie „Žlíbské lípy“ na Wikimedia Commons                       | SZ od Strážného směr Horní Vltavice, vlevo u cesty za odbočkou lesní cesty u božích muk. |